# Frontera entre Rússia i Noruega

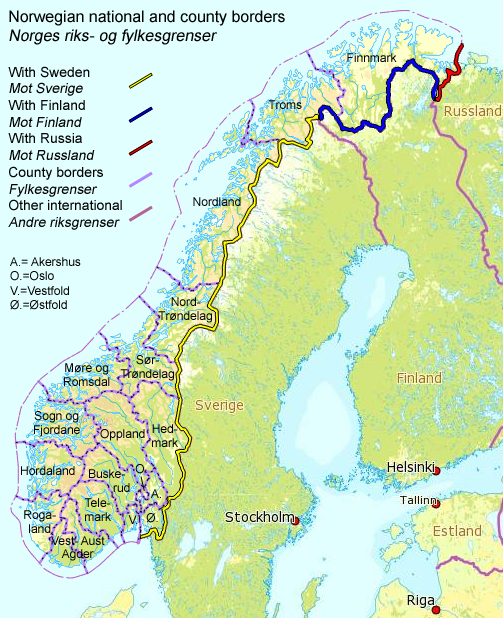
Fronteres nacionals de Noruega
Frontera Noruega-Suècia
Frontera Noruega-Finlàndia
Frontera Noruega-Rússia

La frontera entre Rússia i Noruega (noruec Russergrensen, rus Российско-норвежская граница) consisteix en 195,7 km de frontera terrestre entre Sør-Varanger (Noruega), i districte de Petxengski (Rússia), i uns 23.2 de frontera marítima al Varangerfjord. Consisteix a més en una frontera entre les zones econòmiques exclusives dels dos països (ZEE) al Mar de Barents i l'oceà Àrtic. Entre 1944 i 1991 la frontera va ser entre Noruega i la Unió Soviètica. Hi ha un control de fronteres, a l'E105, ubicat a Storskog a Noruega i Borisoglebski (Boris Gleb) a Rússia. El costat noruec està patrullat per la guarnició de Sør-Varanger i està sota la jurisdicció del Comissari de Fronteres de Noruega, mentre que el costat rus està patrullat pel Servei de Guàrdia Fronterera de Rússia. Dos terços de la frontera segueix dos rius, el Pasvikelva i Jakobselva).

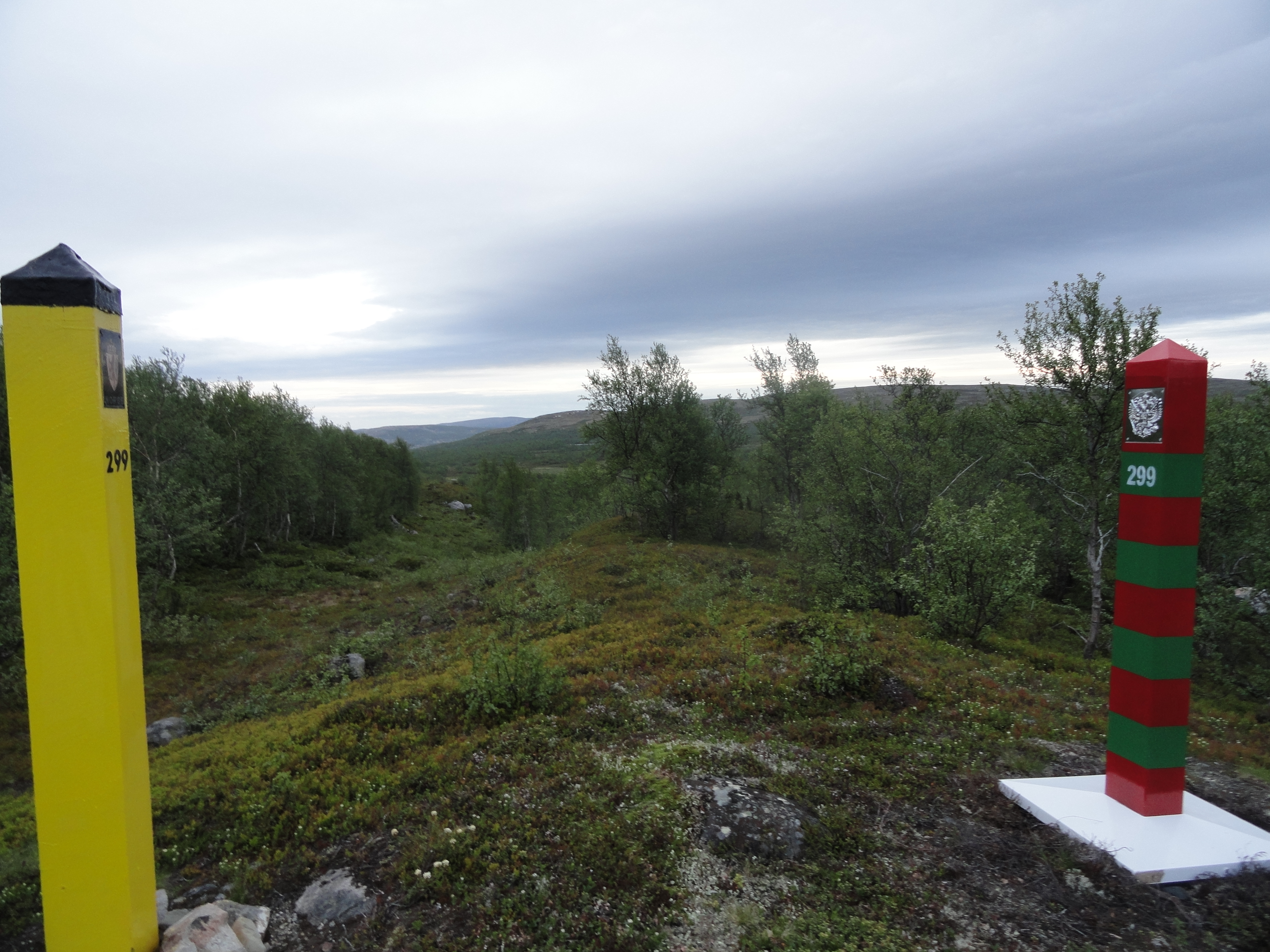
Fita fronterera de Noruega (groc) i Rússia (vermell i verd) situades a 4 m. apart. La frontera corre a mig camí entre les fites.

La frontera es va definir com una marca en el  un tractat el 1326 i separava quines parts dels samis podien ser gravats per Noruega i per Rússia. La línia fronterera va ser definida per un tractat el 1826 i, essencialment, continua sent la mateixa frontera avui. El 1920, Petsamo va ser cedit a Finlàndia i la frontera va passar a formar part de la frontera entre Finlàndia i Noruega. Petsamo va ser cedit a la Unió Soviètica el 1944 i es va establir la frontera entre Noruega i la Unió Soviètica. Durant la Guerra Freda, la frontera era una de les dues entre l'Organització del Tractat de l'Atlàntic Nord (OTAN) i la Unió Soviètica, l'altra era la frontera entre la Unió Soviètica i Turquia. De 1991 a 1999 va ser l'única frontera entre Rússia i l'OTAN. És la frontera més jove de Noruega sense canvis. Des de la dècada de 1960 hi ha hagut desacord sobre la frontera entre les ZEE dels dos països, però això es va resoldre mitjançant un acord de delimitació el 2010.

## Geografia

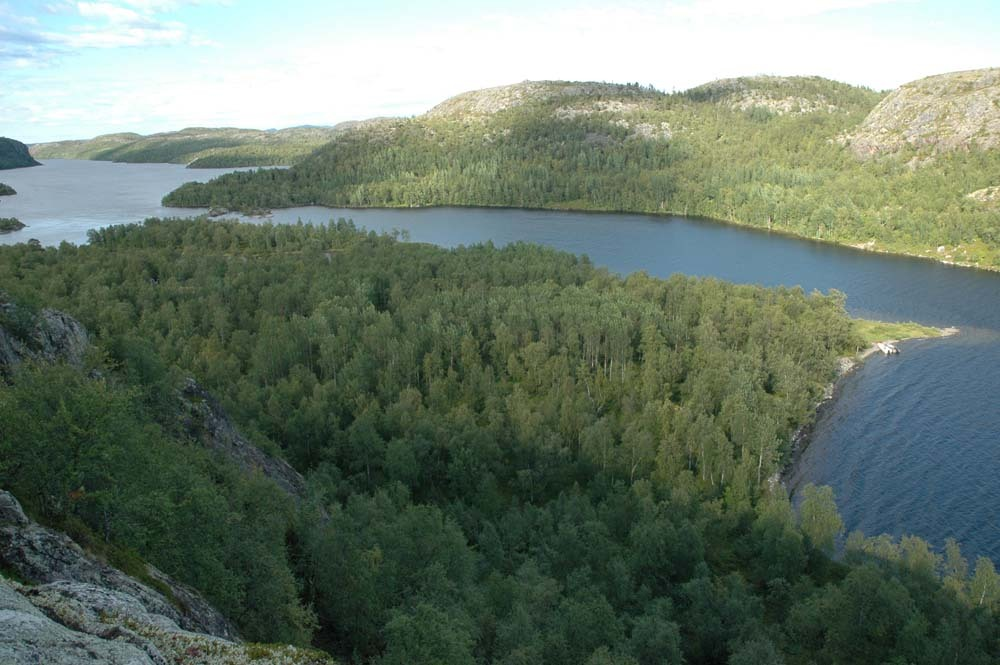
Harefossen

El riu de Pasvikelva té una longitud de 128 km i recorre la vall de Pasvikdalen. El riu drena el llac Inari de Finlàndia i es buida al Varangerfjord a Elvenes. Després d'un tram molt curt a Finlàndia, el riu corre 22 km a través de Rússia abans d'arribar a la frontera russo-noruega, després d'això és un riu fronterer durant 106 km. Abans de ser embassat, el riu estava format per nou llacs i quinze cascades. Inicialment era possible recórrer tota la longitud del riu en vaixell, però les set preses actuals dificulten que els vaixells puguin passar més enllà de les preses. El riu cau 114 metres i tota la gran diferència es regula i s'utilitza per a hidroelectricitat. Finlàndia rep una indemnització per l'impacte en el llac Inari, que està regulat per una diferència de nivell d'1,75 metres.

## Història

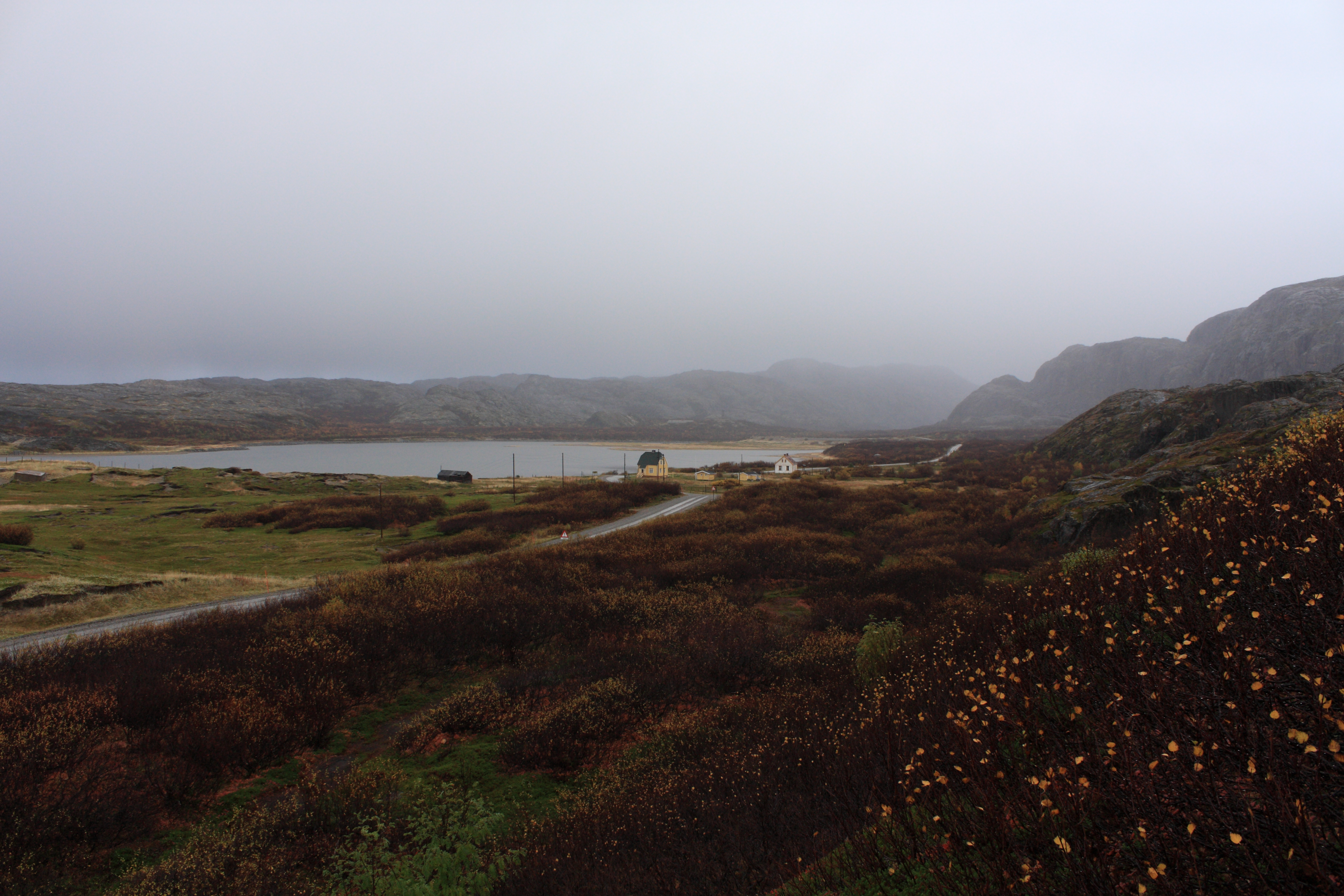
Grense Jakobselv es troba immediatament al costat noruec de la frontera

### Frontera oberta
Des del segle xi, Olaf III de Noruega va considerar que les fronteres de Noruega arribaven al mar Blanc. Els primers noruecs van començar a traslladar-se a Finnmark al segle xiii. La fortalesa de Vardøhus va ser erigida per Noruega en 1300 més a l'est que la frontera terrestre d'avui, donant suport a la propietat de la terra noruega a la península de Varanger. No hi havia assentaments noruecs permanents a la Península de Kola. En 1326, Noruega i la República de Nóvgorod van signar un acord sobre la tributació de la península de Kola i Finnmark. No es vadibuixar cap línia de fronteres, creant un marca on tots dos països tenien dret a imposar tribut als samis. La colonització russa motivada religiosament per les zones tributades conjuntament va començar el segle xvi, i es van construir capelles ortodoxes russes a Neiden, Petxenga i Boris Gleb. Això va accelerar la necessitat d'una línia fronterera específica. En 1582 el tsar rus Ivan el Terrible, va declarar la part de la badia de Kola de Rússia, especificant posteriorment que Rússia reclamava tota Lapònia. Més tard va proposar que es redactés una nova línia fronterera. El rei de Dinamarca i Noruega, Frederic II de Dinamarca, va respondre renovant el reclam noruec de tota la terra al mar Blanc. El seu successor Cristià IV va viatjar al llarg de la costa de Finnmark en 1599 per augmentar el pes de les reivindicacions. Com a part del Tractat de Knäred en 1613, Suècia va abandonar totes les reclamacions a Finnmark.

Territori (rosa) cedit per Rússia a Noruega en 1826

El govern dano-noruec va prendre la iniciativa d'establir una línia fronterera el 1789. Les autoritats russes la van acceptar, però a causa de la guerra russoturca (1787-1792) no es va realitzar cap treball. Es van plantejar noves sol·licituds dano-noruegues en 1793, 1797 i 1809, sense l'acció de la seva contrapart russa. Noruega es va unir a Suècia el 1814 i dos anys més tard el rei Carles Joan va tornar a intentar iniciar negociacions sense èxit. Tanmateix, el 1825, es va establir una comissió comuna noruega i russa per traçar una línia fronterera, que va donar lloc a un informe i un mapa aprovat per les autoritats dels dos països. El tractat es va signar a Sant Petersburg el 14 de maig de 1826, i l'estiu següent es van establir les fites frontereres. El tàlveg del principi seguia els rius Jakobselva i Pasvikelva. Al llarg de les fronteres terrestres, les fites frontereres es van col·locar a una distància de 6 alen o 5 arshin (3.765 metres). La frontera roman com la més jove de Noruega sense modificacions i la més antiga de Rússia.

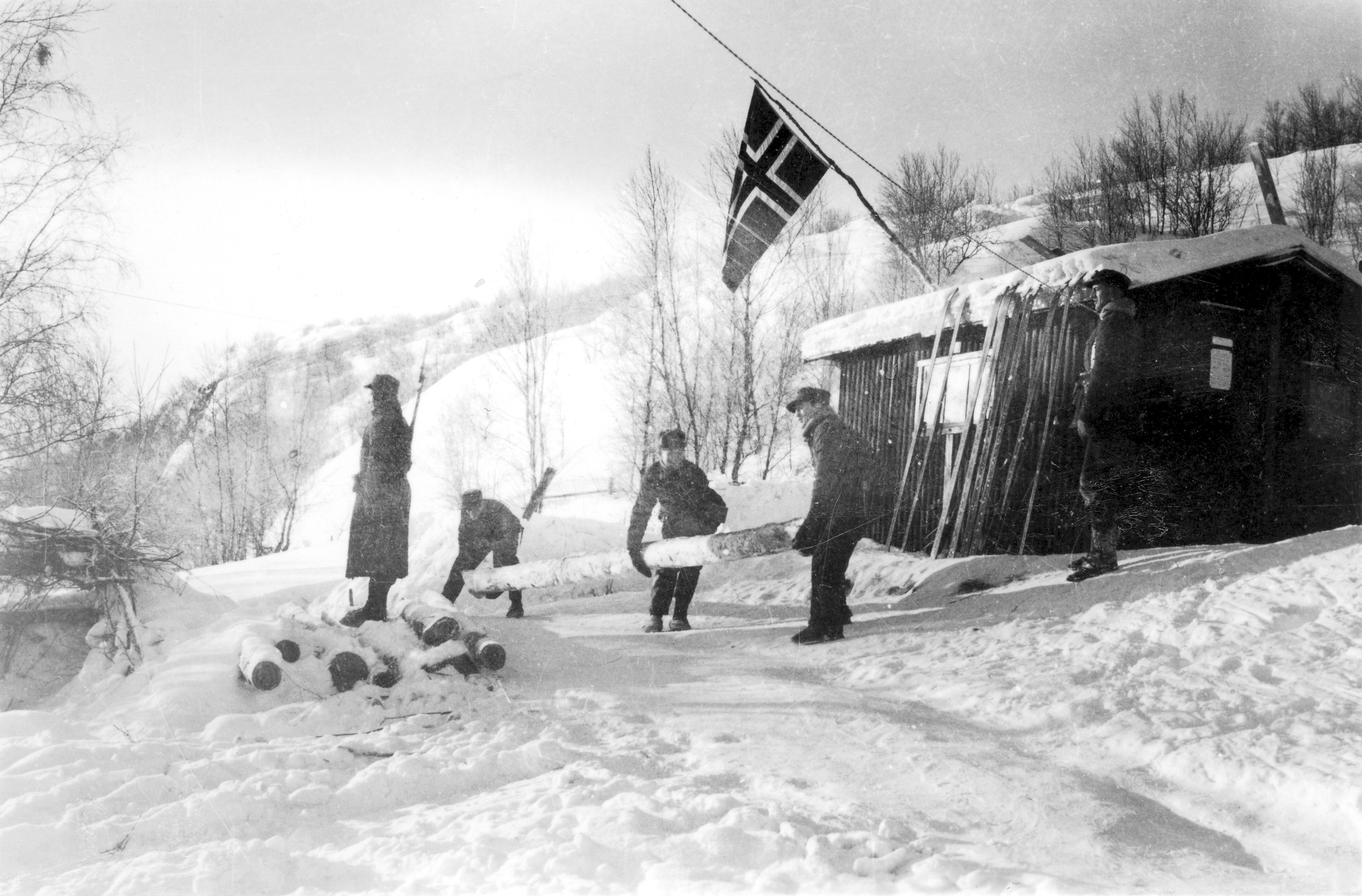
Noruecs custodiant la frontera entre Finlàndia i Noruega a Skafferhullet el 1940 després de l'esclat de la Guerra d'Hivern

La frontera es va revisar el 1846; es va construir un cairn a Krokfjellet i es va netejar la frontera terrestre des del mar fins a Golmmešoaivi. El marcador a la boca del Jakobselva s'havia anat i havia de ser reconstruït, mentre que altres havien de ser reparats. Es va acordar que hi haurà una revisió cada vint-i-cinc anys, que es va formalitzar a través d'una declaració l'any següent. Alguns marcadors van ser reparats en 1857, i es van fer noves revisions en 1871 i 1896. En aquest últim any, l'amplada de la zona de separació va augmentar a 8 metres. Els mapes es van crear per a tota la línia fronterera en escala 1:42,000 i en escala 1:8400 per a la zona que envolta immediatament cada marcador. Es va realitzar una revisió parcial entre Neiden i el riu Tana el 1912. Fins a la dècada de 1940 la frontera havia estat oberta, sense controls fronterers; Els agricultors de Grense Jakobselv, per exemple, no havien de preocupar-se de si el seu bestiar era o no al costat correcte de la frontera.
Durant el final del segle xix es van establir controls de duanes a Elvenes i Grense Jakobselv. Les autoritats noruegues van donar permís pel lliure trànsit duaner de mercaderies al llarg de Pasvikelva. Hi havia una quantitat limitada de comerç transfronterer i la importació per a ús personal sota certs volums estava lliure de duanes. Això va ser accelerat per preus significativament més baixos a Rússia en comparació amb Noruega. Des de 1902 fins a 1917, el pas fronterer s'utilitzava per passar de contraban la literatura revolucionària a Rússia. El material s'imprimia a la impremta de Finnmarken a Vadsø i es passava de contraban en barca. Durant la Primera Guerra Mundial foren estacionats sis soldats en Nyborgmoen a Nesseby com a "guàrdies de neutralitat". Això va ser augmentat gradualment perquè, per al 1918, hi havia 93 soldats estacionats a Sør-Varanger per protegir la frontera.

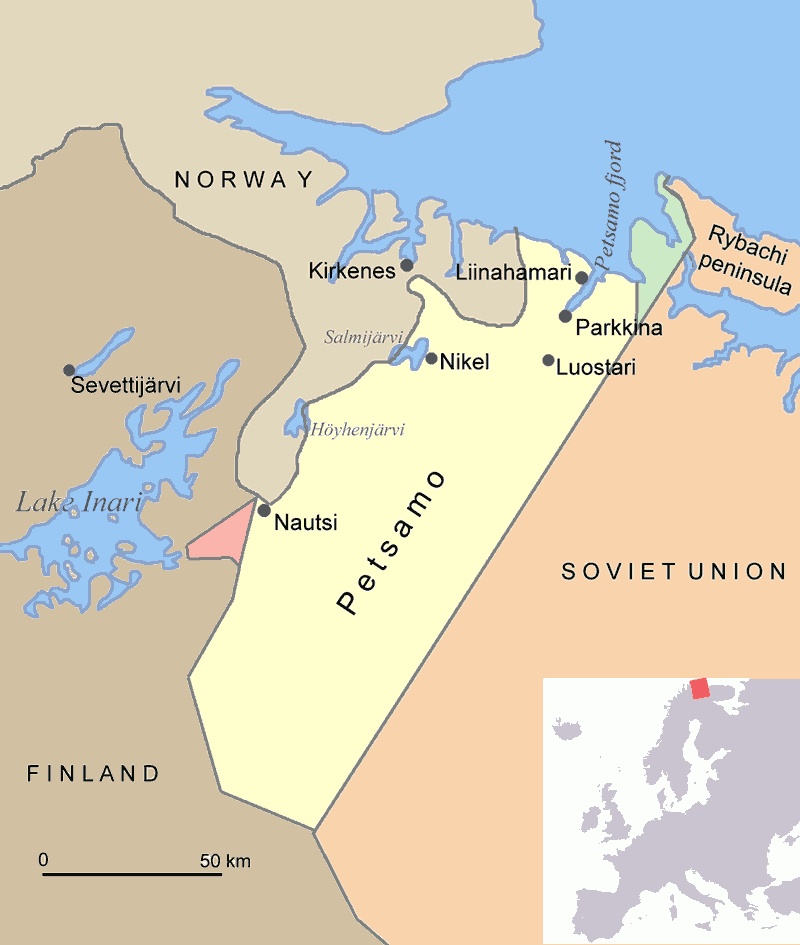
Petsamo va ser cedit per primer cop de Rússia a Finlàndia en 1920, i després va tornar a la Unió Soviètica a causa de l'armistici de Moscou de 1944 i els Tractat de París (1947)

Finlàndia va declarar la seva independència de Rússia després de la Revolució d'Octubre, que va ser seguit amb el Tractat de Tartu de 1920, que va cedir a Petsamo a Finlàndia, donant així accés a Finlàndia al mar de Barents. Això va donar lloc a que Noruega i la Unió Soviètica ja no tenien una frontera comuna. La revisió prevista de 1921 no es va dur a terme. El 28 d'abril de 1924 es va signar un tractat sobre la frontera entre Finlàndia i Noruega, que va substituir el tractat de 1826, però no va canviar la línia fronterera. Es va dur a terme una revisió el 1925. La línia fronterera a la desembocadura del Jakobselva va ser revisada el 12 de setembre de 1931, i es van col·locar nous marcadors al juny de 1939.

### Tancant la frontera (1940s)
L'armistici de Moscou de 1944 i el Tractat de París (1947) van cedir Petsamo i altres zones finlandeses a Rússia. Durant la Segona Guerra Mundial el nord de Noruega va servir com a àrea d'escenificació per l'atac alemany a Murmansk. La Unió Soviètica va fer una incursió sobre la frontera el 1944 a l'ofensiva Petsamo-Kirkenes que pretenia acabar amb les les forces militars alemanyes a la zona. Les forces soviètiques van prendre la ciutat de Kirkenes, evacuada pels alemanys que van usar les tàctiques de terra cremada el 24 d'octubre de 1944. Les tropes soviètiques van continuar cap a l'oest fins a Tana, però es va retirar el setembre de 1945.
La cessió de Petsamo de Finlàndia a la Unió Soviètica no va tenir cap efecte a la frontera, ja que la Unió Soviètica per defecte heretava l'antiga línia fronterera. Es va crear una comissió comuna per revisar la frontera, amb negociacions que tindrien lloc de l'1 al 16 d'agost de 1946. La revisió de camp es va dur a terme entre l'1 de juliol i el 4 de setembre de 1947. Noruega inicialment va proposar utilitzar cairns per marcar la frontera, però la Unió Soviètica volia utilitzeu el mateix mètode que a les altres fronteres, amb marcadors de fusta, a cada 2 metres de la línia de vora. Hi havia d'haver una línia de visió gratuïta de cada parell de marcadors als següents. La idea inicialment va trobar resistència de les autoritats noruegues per motius de costos, però aviat van acordar el principi de reduir els passos fronterers involuntaris. Es van clavar els marcadors a terra cada 2 metres i els marcadors al llit de roca es van fixar amb quatre cargols. Els punts de control fronterer es van establir a Skafferhullet i Boris Gleb. Es van realitzar mesures geodèsiques per establir la frontera d'acord amb l'el·lipsoïde de Bessel. Tota l'àrea de frontera es va cartografiar a 1:20,000.

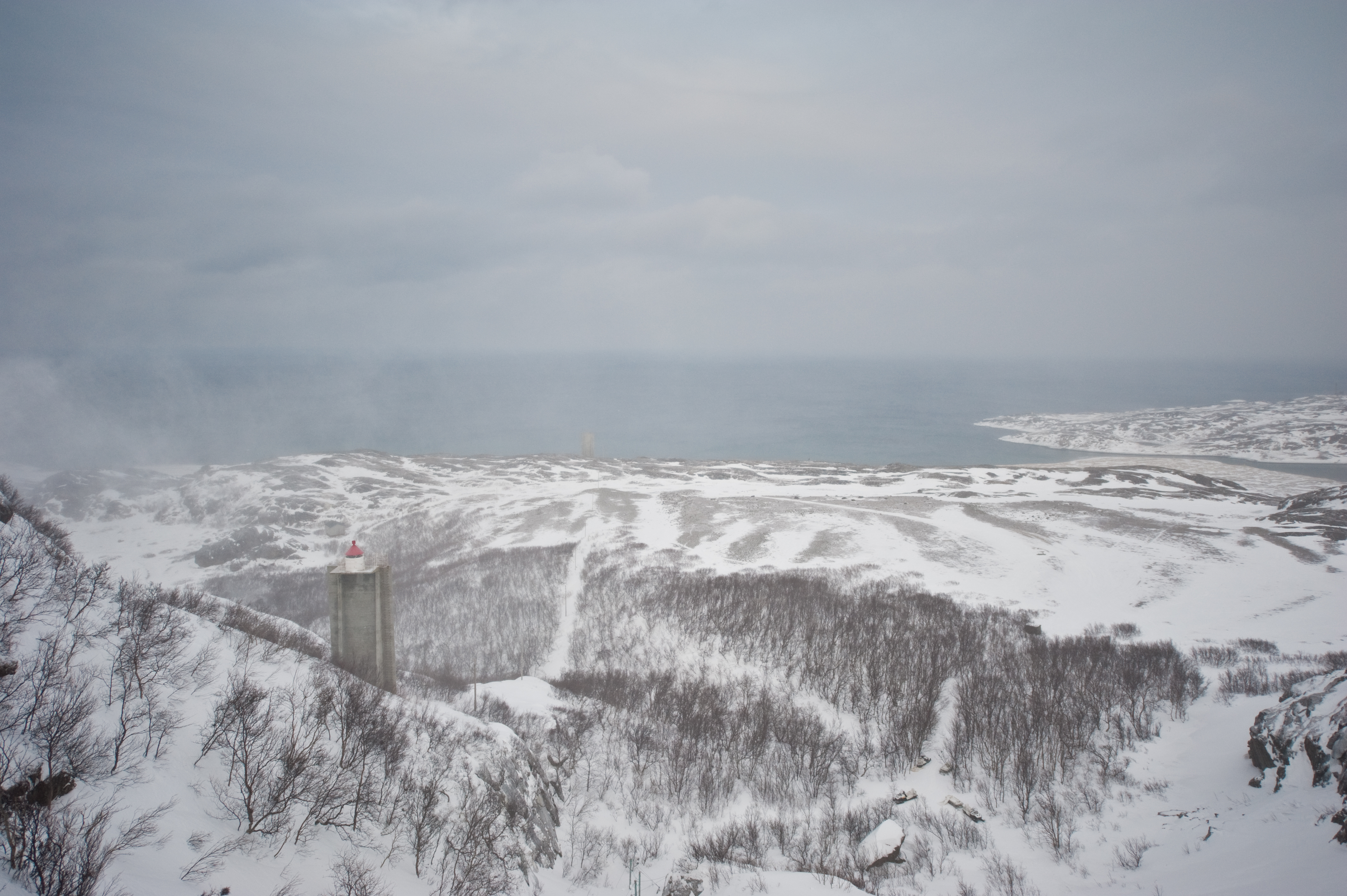
Punt de control noruec en març

Les autoritats soviètiques van fer propostes per canviar la frontera. El primer va ser un intercanvi igual de terres a Skoltefoss, però això va ser rebutjat per les autoritats noruegues, ja que la cessió proposta era valuosa per a la hidroelectricitat. A Grensefoss, Noruega era propietària de terres a banda i banda de la frontera, però no hi havia cap interès per les autoritats noruegues en canviar la frontera, ja que volien que continués sent igual que des de 1826. La frontera al llarg de Klistervatn i Fossevatn es va establir a partir dels mapes de 1896. A la boca de Jakobselva, els mapes de 1896 eren de mala qualitat en combinació amb el tàlveg havien canviat des de 1896. La línia tàlveg generaria problemes per a l'assentament a Grense Jakobselv, ja que ja no podrien utilitzar el seu port o tenir accés lliure al mar. Els països van acordar una nova línia basada en una proposta noruega, a canvi de cedir tres illots a la Unió Soviètica, inclosos Kistholmen i Brennholmen, al riu Pasvik. La frontera marítima dins de les aigües territorials va ser establerta per un protocol signat el 15 de febrer de 1957. Estava senyalada amb dos marcadors principals i originàriament mesurava 4 milles nàutiques.

### Guerra Freda

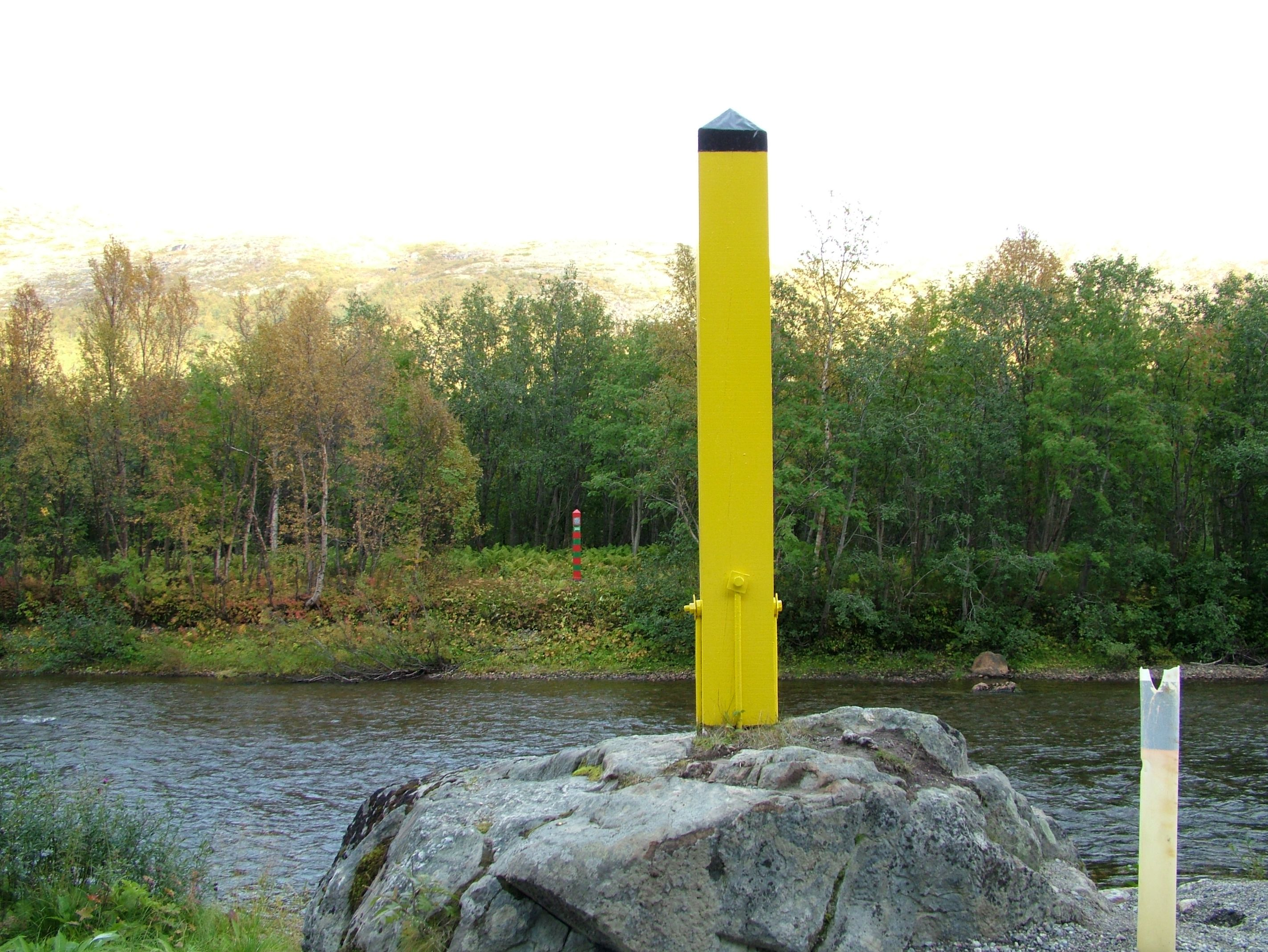
Jakobselva

Durant l'era soviètica la frontera era vigilada per les Tropes Frontereres Soviètiques. La frontera era una de les dues fronteres terrestres entre l'OTAN i la Unió Soviètica, l'altra era la Unió Soviètica-Turquia. Això va assegurar que les relacions frontereres entre Rússia i Noruega eren un tema rellevant per a altres aliats de l'OTAN. Durant la Guerra Freda, la Unió Soviètica considerava Noruega el principal enemic i Noruega mantenia una gran presència militar a la frontera. Els plans del govern noruec per a la defensa de Finnmark contra la Unió Soviètica durant la Guerra Freda es van basar en l'ús de tàctiques de terra cremada en el cas que els soviètics travessessin la frontera. Tot el comtat de Finnmark va ser considerat per l'OTAN com a zona tampó. Els caps militars noruecs van considerar la població del comtat com a potencialment poc fiable i no confiava que estarien disposats a defensar el seu país contra els intrusos, a causa de l'especial composició ètnica i política del comtat, concretament dels samis i un nombre més elevat de simpatitzants comunistes que en altres parts.
Pel costat noruec, la frontera va ser patrullada de 1948 a 1950 pel Servei Nacional de Policia Mòbil de Noruega. A partir de 1950, la responsabilitat es va transferir a la policia del districte de Sør-Varanger, que va rebre 25 oficials de tot el país. A partir del 15 de juliol de 1955 va assumir la responsabilitat la Comissió de Fronteres noruega, que comptava amb nou suboficials sergents i 42 oficials. Això va acabar el 29 de desembre de 1958, quan la responsabilitat va ser transferida a l'exèrcit noruec, que va crear la guarnició de Sør-Varanger.
Inicialment, totes les reunions entre els comissaris noruecs i soviètics i el seu personal es van celebrar al pas de Storskog-Boris Gleb. Els soviètics ràpidament van comprar una petita cabina per acollir reunions. Si la reunió era iniciada pels soviètics, se celebrava a les instal·lacions, mentre que se celebrava a l'aire lliure si la iniciaven els noruecs, llevat que les circumstàncies fessin que s'havia de celebrar a l'interior. Això va fer que les autoritats noruegues construïssin una sala de conferències al seu costat de la frontera, que es va obrir el 1956. En un primer moment es convocarien reunions entre els dos comissaris elevant una bandera o llum vermella a la frontera i els soldats d'altres països alertarien al comissari, que es reuniria en dues hores. Posteriorment, es va instal·lar una connexió telefònica i les parts van acordar que estarien disponibles dues hores setmanals juntament amb un intèrpret. Inicialment el comissari soviètic es trobava a Salmijärvi, però més tard es va traslladar a Nikel.

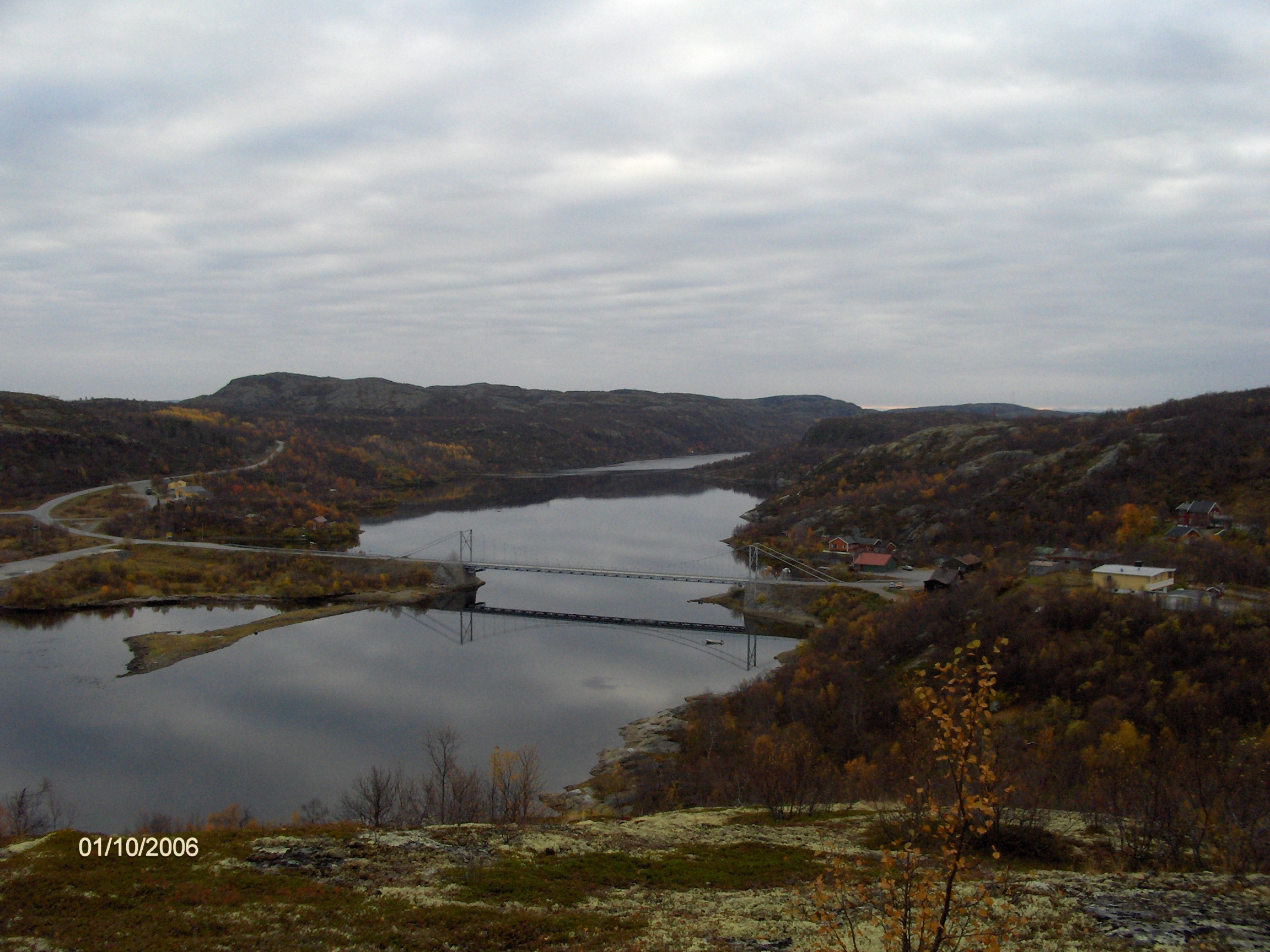
Elvenes; el pont i la comunitat són a Noruega mentre el riu arriba a Rússia

L'àrea a banda i banda del riu va veure una major industrialització, especialment Sydvaranger a Noruega i Petxenganikel (ara, part del MMC Norilsk Nickel) a Rússia. Això va plantejar la qüestió de la utilització de Pasvikelven per a la hidroelèctrica. Es va signar un acord el 1957 que es traduiria en la construcció de quatre centrals elèctriques, les plantes hidroelèctriques del riu Paatsjoki, de les quals dues eren propietat de cadascun dels països. Totes quatre van ser construïdes per contractistes noruecs i, a mesura que es van construir tots els llocs a banda i banda de la frontera, requerien una major flexibilitat dels procediments de pas de fronteres. Això va ser complicat més pels treballadors que no tenien la sensació de que la frontera estava tancada i freqüentment feien transgressions innocents dels protocols fronterers. Les centrals elèctriques es van obrir entre 1963 i 1978. Fins que obriren les centrals elèctriques el riu s'havia utilitzat per a la conducció de troncs des de Finlàndia fins a la serradora a Elvenes, que es va permetre segons el tractat fronterer.
Hi ha hagut una quantitat limitada de passos il·legals de la frontera. Per exemple, un americà el 1947 i un alemany el 1964, ambdós van rebre unes setmanes de detenció i petites multes. Durant l'estiu de 1965 es va fer un judici a un noruec que va visitar Boris Gleb sense un visat. Això va ser organitzat per la creació d'un punt de control separat a Skafferhullet. Tot i que això era només per a la població local, el turista estatunidenc de 27 anys Newcomb Mott va optar per travessar la frontera il·legalment i quan va arribar al control de la frontera, el van arrestar. Va ser jutjat i sentenciat a un any i mig en un camp de treball, però més tard va ser trobat mort en un tren. Això, unit al "tràfic de vodka" i les preocupacions pel reclutament d'espies soviètics, va fer que les autoritats noruegues cancel·lessin el pas de Skafferhullet i el projecte lliure visats aquest mateix any.
Una provocació de la frontera soviètica el 7 de juny de 1968, juntament amb la invasió de Txecoslovàquia i un augment general de l'activitat militar soviètica a la frontera noruega, van contribuir a un gran augment del finançament de la presència militar noruega a la frontera. No obstant això, la frontera Rússia-Noruega és l'única de les fronteres de Rússia on no s'ha produït una guerra oberta entre els dos països limítrofs. (hi va haver una guerra entre la Unió Soviètica i la Noruega controlada a Alemanya, que van afectar molt a aquesta zona)
Les propostes per a la conservació de la part noruega de Pasvikdalen van ser llançades per Carl Schøyen el 1936. Una àrea de 51 km² rs va conservar el 1951 i el parc nacional Øvre Pasvik es va crear el 1970, amb una àrea lleugerament més petita. El parc es va expandir a 119 km² el 2003. El 7 de desembre de 1971, els dos països van signar un protocol sobre protecció de la pesca en Jakobselven i Pasvikelven. A finals de la dècada de 1970 Noruega, inspirada per Finlàndia, va considerar substituir els pols de fusta amb fibra de vidre, ja que això els faria més duradors i reduiria el manteniment. Dos pols van ser substituïts el 1979 i van romandre a la tornada del mil·lenni. Tanmateix, les autoritats van concloure que els pols de fusta eren més adequats i més duradors en relació amb el contacte humà, ja que Noruega, a diferència de Rússia i Finlàndia, permet a les persones viatjar fins a la frontera. El 1989 hi havia 2.000 creuaments fronterers.

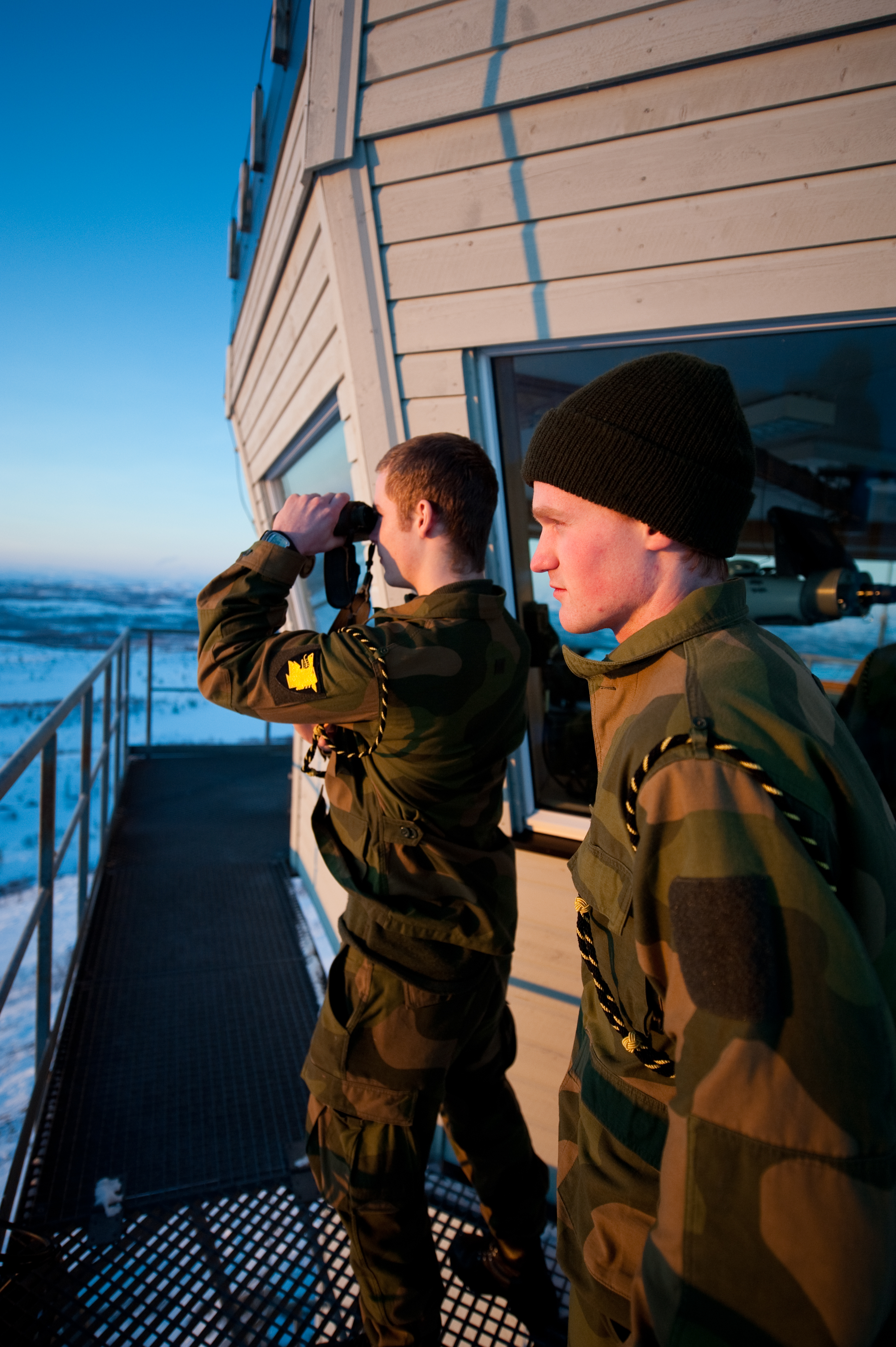
Membres de la guarnició de Sør-Varanger

### Augment del trànsit
La dissolució de la Unió Soviètica el 1991 va provocar que la frontera entre Noruega i la Unió Soviètica es convertís en la frontera entre Noruega i Rússia. Això va donar lloc a una política de fronteres més liberal, que va veure que el nombre de creuaments augmentava a 80.000 el 1992. Per a les autoritats noruegues això significava que les autoritats policials i duaneres haurien de ser regularment estacionades a la frontera. Una gran quantitat del trànsit inicial era de russos que venien artesania i souvenirs en mercats i fires al llarg de Finnmark. A partir de 1992, les autoritats noruegues van introduir limitacions en l'activitat, la qual cosa va comportar una reducció del trànsit transfronterer. No obstant això, el 1998 el trànsit gairebé va arribar als 100.000.
De 1991 a 1999 (Polònia s'havia unit a l'OTAN), Noruega va ser l'únic país de l'OTAN que compartia frontera amb Rússia. Això va provocar una disminució de l'interès aliat en el tema fronterer de Noruega, deixant més a la pròpia Noruega la gestió de la relació. La cooperació en matèria de conservació de la natura va començar el 1990. Va ser inicialment una proposta noruega per protegir l'important espai d'aus i el llac de Fjærvann, i va donar lloc a una reserva conjunta de Noruega i Rússia, la reserva natural de Pasvik. La part russa va ser establerta formalment el 1992 i la part noruega l'any següent.
El 2003 es va obrir una nova estació fronterera a Borisoglebsk, finançada pel Ministeri d'Afers Exteriors de Noruega. Noruega i Rússia van signar un protocol l'11 de juliol de 2007, que va establir la frontera a través del Varangerfjord en 73 km de terra. El 2011, els dos països van acordar substituir els marcadors de fusta amb pols de materials compostos. Això es va fer per reduir la necessitat de manteniment, ja que s'esperava que els nous marcadors tinguessin una vida útil de fins a cinquanta anys, en comparació amb cinc a deu anys dels pols de fusta. Això es va produir al mateix temps que una revisió de la frontera i la creació de nous mapes al llarg d'un corredor de 2 a 3 km a ambdós dos costats de la línia de la frontera. Es van completar nous mapes el 2012.
Els treballs van començar el 2011 a la part russa i el 2014 al costat noruec de la frontera per actualitzar l'autopista E105. Quan finalitzi el 2017, hauria de reduir el temps de viatge entre Kirkenes i Murmansk en trenta minuts. A principis de gener de 2012 s'havia obert un tercer lloc de control rus a la carretera entre Borisoglebski i Nikel. Amb quatre punts de verificació a 30 km va establir un rècord europeu. Tanmateix va ser eliminar un mes més tard, juntament amb el lloc de control de Titovka. L'estació fronterera a Storskog es va actualitzar per augmentar la capacitat amb finalització a l'abril de 2012. Residents de Sør-Varanger i parts del districte de Petxengski poden, a partir del 29 de maig de 2012, visitar l'altre país sense visat (però necessiten un permís, una mena de visat multidireccional), amb la condició que no viatgin fora d'un zona de 30 a 50 km de la frontera.

### Acord de delimitació

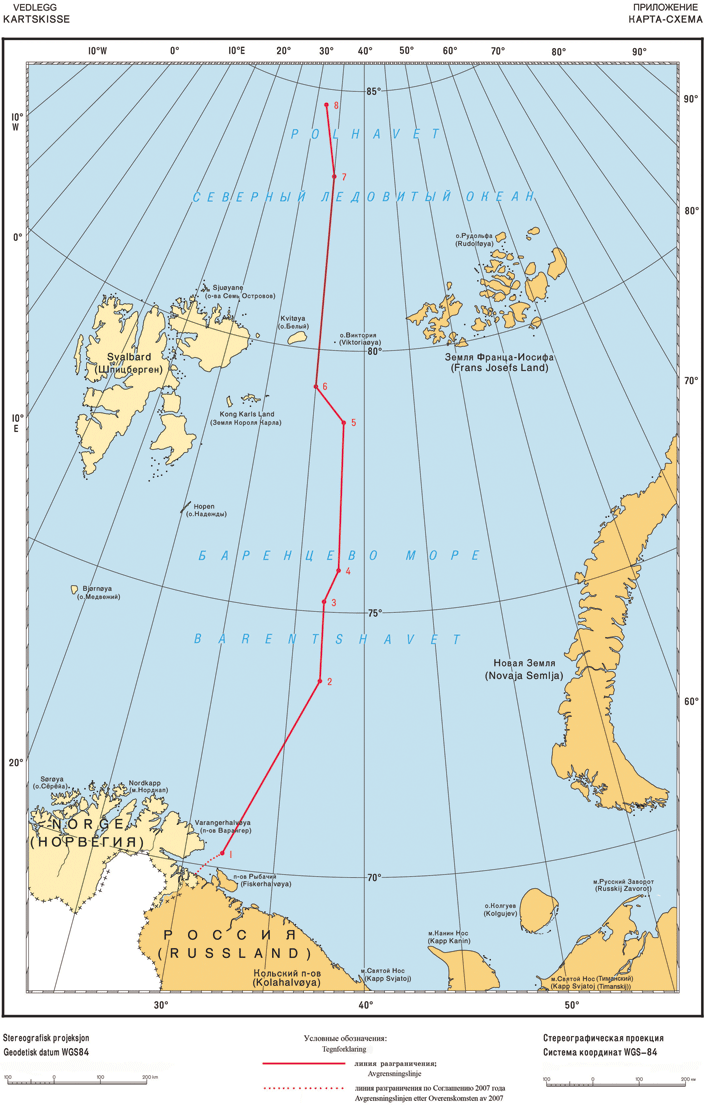
Mapa de delimitació fronterera

Les negociacions a la frontera marítima exterior es van iniciar el 1970. Noruega va afirmar que, d'acord amb l'article 15 de la Convenció de les Nacions Unides sobre el Dret del Mar, i la Convenció sobre Alta Mar, la frontera ha de seguir el principi d'equidistància, la frontera que es defineix pels punts intermedis entre l'àrea de terra més propera o les illes, com és la pràctica normal a nivell internacional. La Unió Soviètica va afirmar, a partir d'una decisió de Iosif Stalin de 1926, que no era reconeguda per cap altre país més que la Unió Soviètica, que s'hauria d'aplicar un "principi sectorial", de manera que la vora ha de seguir els meridians. La major part de la zona controvertida es trobava dins del que normalment es consideraria noruec segons els tractats internacionals pertinents. El 1975, els dos països van acordar una moratòria prohibint l'exploració de petroli i gas a la zona controvertida.
En 1978 es va signar un acord temporal que regula la pesca en una zona de 60.000 km², anomenada la zona gris en alguns documents del mateix període, que s'ha renovat anualment. Del costat noruec, l'acord va ser negociat pel polític laborista Jens Evensen i el seu protegit Arne Treholt, que més tard va ser denunciat com a espia soviètic i condemnat per l'alta traïció. L'acord va ser molt controvertit a Noruega. Molts noruecs van creure que Evensen i Treholt feieen massa concessions a la Unió Soviètica i que estaven motivats per simpaties soviètiques. L'acord va causar consternació al parlament i al govern, i Evensen va tenir dificultats per rebre l'acceptació del seu propi govern, on molts van considerar que s'havia excedit en la seva autoritat. L'oposició el va criticar per haver acceptat menys que la reclamació legítima de Noruega. Treholt, que llavors estava complint una condemna de vint anys, va admetre el 1990 que havia actuat com a informador per als negociadors soviètics. L'arrest i la condemna de Treholt en 1984 i 1985 va tenir un efecte devastador en Evensen, que es va retirar completament de la vida pública a Noruega. En 1989, Evensen va comparar Treholt amb Vidkun Quisling.

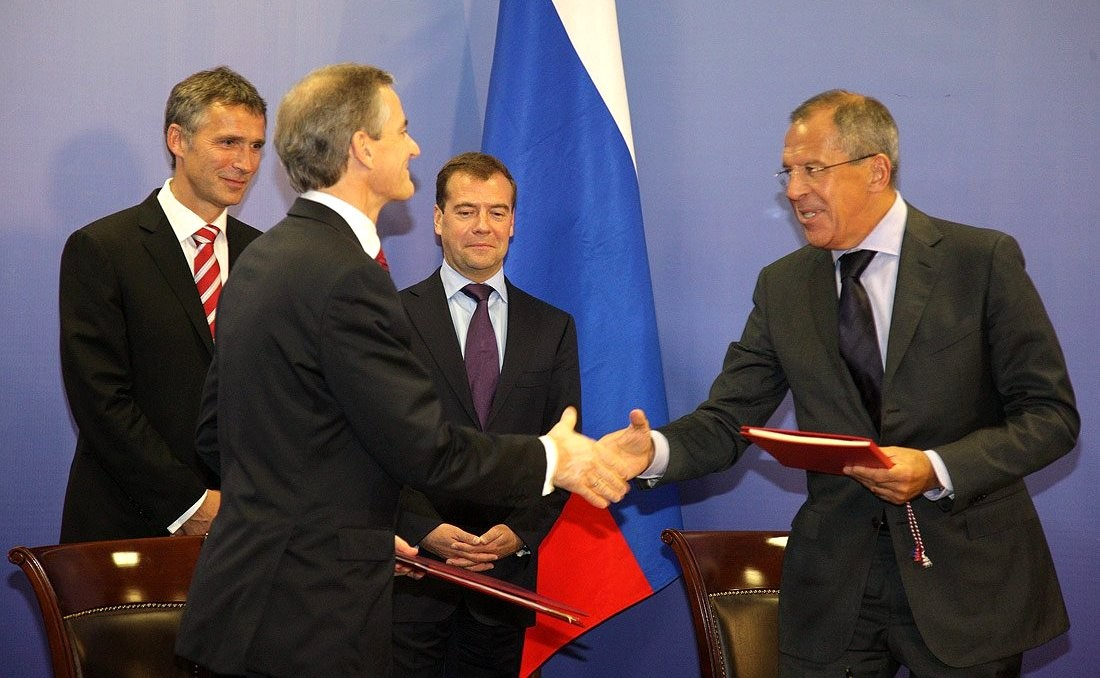
Signatura del Tractat de Rússia i Noruega sobre Delimitació Marítima i Cooperació al Mar de Barents i l'oceà Àrtic a Murmansk el 15 de setembre de 2010

Durant una reunió celebrada a Oslo el 27 d'abril de 2010, el president de Rússia Dmitri Medvédev i el primer ministre de Noruega, Jens Stoltenberg, van anunciar que s'havia solucionat la disputa territorial del Barents. L'acord és un compromís que divideix una àrea de discussió al voltant de 175,000 km² en dues parts aproximadament iguals. L'acord fou signat el 15 de setembre de 2010 a Murmansk per Medvedev i Stoltenberg. El Storting va aprovar unànimament el tractat el 8 de febrer de 2011. El debat va durar només una hora i tots els representants dels partits polítics noruecs van elogiar l'acord. El 30 de març, la Duma Estatal de Rússia també va votar en suport de la ratificació, malgrat la forta oposició dels representants del Partit Comunista. Medvedev va signar una llei que ratificava el tractat el 8 d'abril de 2011. La llei va ser titulada Llei Federal de Ratificació del Tractat entre la Federació de Rússia i el Regne de Noruega sobre Delimitació Marítima i Cooperació al Mar de Barents i l'Oceà Àrtic. Després de la ratificació d'ambdós països, hi va haver un període d'espera de 30 dies abans que entrés en vigor.
El tractat va entrar en vigor el 7 de juliol de 2011, acabant amb la disputa fronterera de 44 anys. El tractat estableix condicions per a la cooperació pesquera, que preveu la retenció del mecanisme per regular conjuntament la pesca al mar de Barents. El tractat també defineix els principis de cooperació en l'exploració de dipòsits d'hidrocarburs. Un dipòsit que és travessat per la frontera marítima només pot ser explotat com un tot subjecte a un acord bilateral. El tractat fronterer és econòmicament significatiu, ja que fa possible dur a terme prospeccions geològiques i d'hidrocarburs a la zona anteriorment disputada, que s'estima que conté fins a 6,8 milions de tones de petroli i gas. L'àrea està situada a l'oest de  Shtokman, un dels camps de gas natural més grans del món. Segons Anatoli Zolotukhin, vicepresident del Consell Mundial del Petroli, "és una àrea molt prolífica, potser encara més prolífica que Shtokman." L'empresa noruega Petroleum Geo-Services ha estat contractada per començar a estudiar la part noruega de la zona el 2011. L'adquisició sísmica a la nova zona marítima de Noruega va començar el 8 de juliol de 2011 i està programada per ser completada l'estiu de 2012.

### Crisi migratòria europea
El 2015 es va establir una ruta àrtica a través del control de fronteres de Storskog per migrants a la Unió Europea. La ruta àrtica implica menys trams fronterers i evita qualsevol pas marítim perillós. Com que als vianants no se'ls permet passar Storskog, els migrants van començar a travessar la frontera amb bicicletes, ja que els operadors de transport públic estan fortament penalitzats pel transport de passatgers que no tenen documentació oficial. Entre agost i octubre de 2015, el nombre de migrants que transitaven per Storskog es va duplicar cada setmana.
La bretxa es va tancar el gener de 2016, quan es van introduir controls juxtaposats. Una estimació de 5.500 a 10.800 migrants, majoritàriament de Síria, travessaven la frontera en bicicleta.

## Control

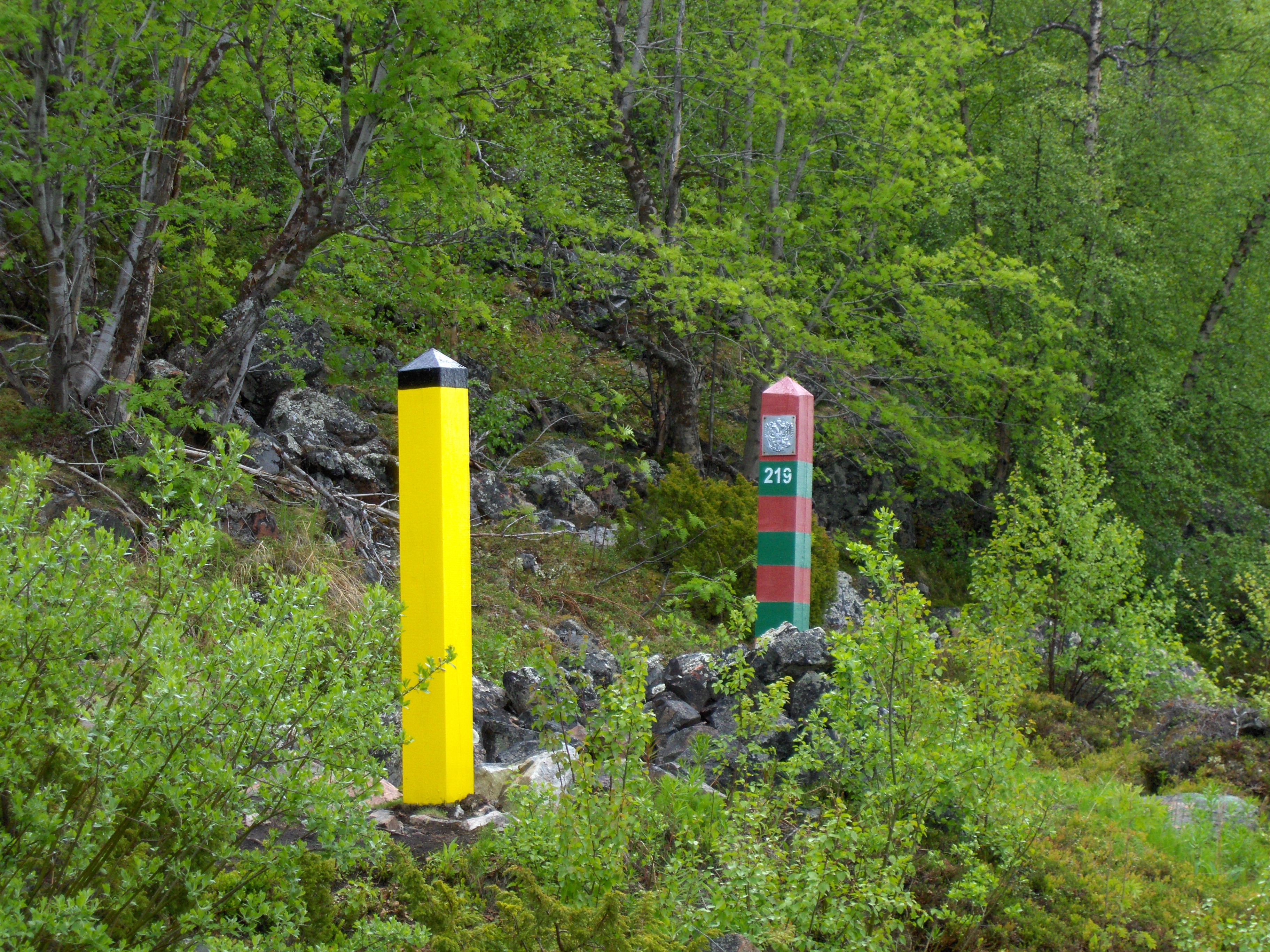
Fita fronterera vora Elvenes; els marcadores noruecs són grocs i els russos vermells i verds

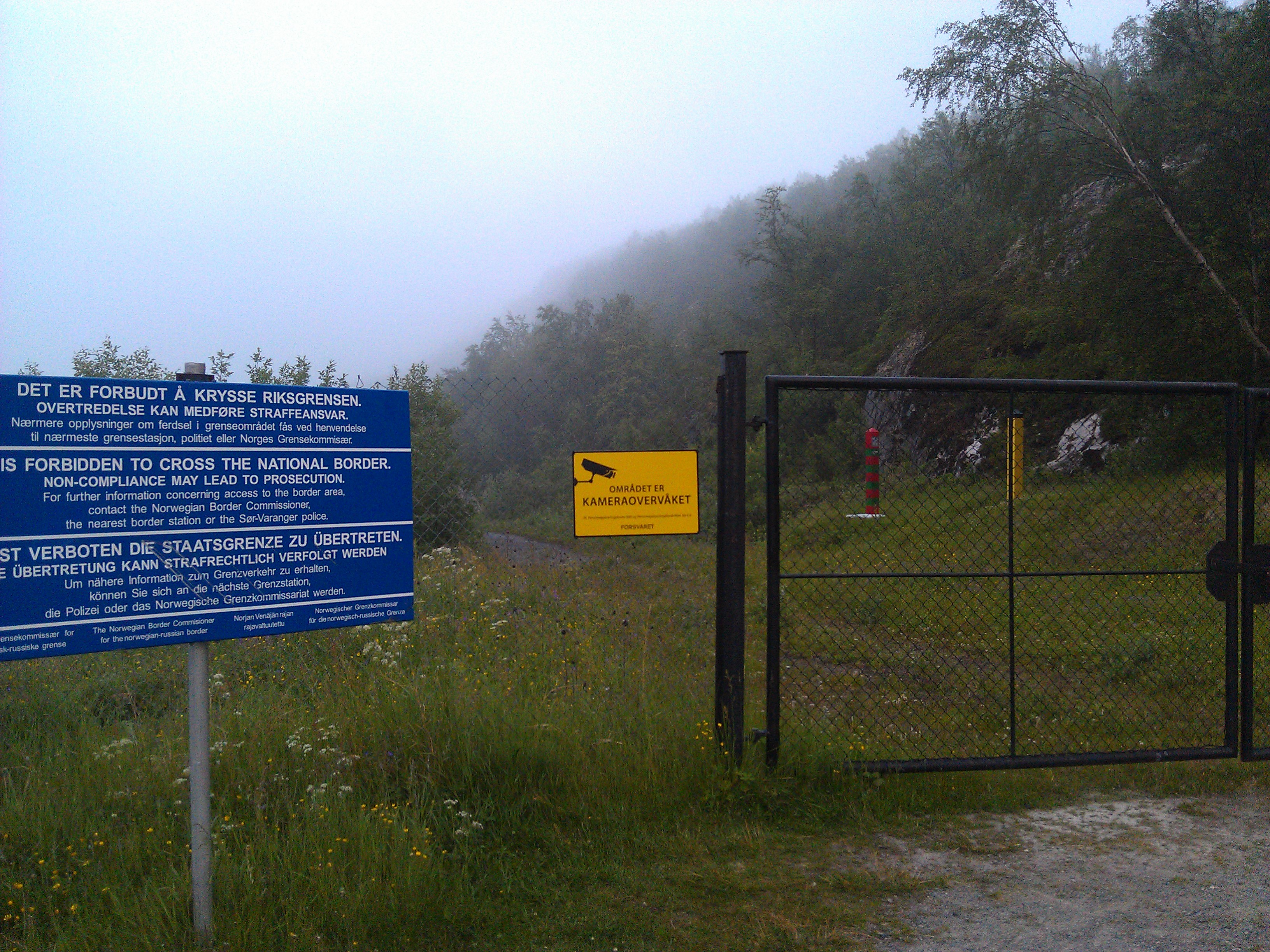
La frontera noruega-russa, vista des de Skafferhullet, Noruega, amb una tanca noruega.

Tots dos països han nomenat un comissari fronterer per mantenir el tractat fronterer i els seus protocols. El Comissari de fronteres noruec es troba a Kirkenes i està subordinat a la Direcció Nacional de Policia. El comissionat rus es troba a Nikel. La patrulla de la frontera noruega la realitza la guarnició de Sør-Varanger, que es basa principalment en l'ús de reclutes. A Rússia, la patrulla fronterera es duu a terme pel Servei de Guàrdia Fronterera de Rússia i el Servei de Seguretat Federal. Les ZEE estan patrullades per la Guàrdia Costanera Noruega i la Guàrdia Costanera Russa, respectivament.
La frontera està marcada amb 415 fites frontereres, que consisteixen en 387 parells de pols, 25 cairns, dos marcadors de plom i una estaca. El cairn de tres països no té nombre, mentre que els marcadors restants estan numerats de l'1 al 415 a partir de la frontera finlandesa. Cada un dels parells de pols es localitzen a 2 metres des de la frontera, llevat que la frontera passi per l'aigua. Els marcadors noruecs són de color groc amb un vora negra de 18 cms, que es va triar perquè seria més visible en tota mena de clima i il·luminació. Els marcadors russos tenen un patró d'alternança vermella i verda, cada 18 cms. El vermell va ser escollit per simbolitzar la bandera de la Unió Soviètica, mentre que el verd simbolitzava el color dels uniformes de les guàrdies de la frontera. Ambdós pols tenen l'escut d'armes del país respectiu al costat de la frontera. Mentre que originalment eren de fusta, els marcadors de frontera ara estan fets de materials compostos.
Cada país té la responsabilitat de mantenir les seves fites frontereres i mantenir la zona clara. La major part del manteniment es realitza durant l'estiu. L'agost de cada any hi ha una inspecció comuna de tota la frontera. La responsabilitat pràctica s'alterna entre els dos països cada any. Es duu a terme per tres grups, cadascun dels quals cobreix un terç de la frontera. Cada grup es compon de dos noruecs i dos russos i la inspecció triga de dos a tres dies. Després, hi ha un comunicat d'informació comú.
Pel costat noruec, no hi ha obstacles físics a la frontera i permet traslladar-se fins a la mateixa frontera. Excepte que hi ha tanques on les carreteres arriben a la frontera, que fan a Storskog, Skafferhullet i algunes centrals hidroelèctriques. A la part russa hi ha una tanca situada entre 0 i 5 km des de la frontera. Encara que no està electrificada, té sensors que notificaran als controladors fronterers si es toquen. La tanca s'estén per tota la distància entre el mar de Barents i el golf de Finlàndia i es va construir durant la Guerra Freda per controlar la població de la Unió Soviètica. Es manté com l'única tanca de filferro de pues a la frontera russa d'Europa. Cau dins la zona de seguretat fronterera a la qual no es permet l'accés a civils. La fotografia d'un país a l'altre només està permesa si les imatges no inclouen personal i instal·lacions militars, Els trípodes no s'utilitzen i no fan servir  lents de més de 200 mm.
La policia noruega de la frontera va emetre un anunci el 2016 que està prohibit travessar la frontera per terra, aigua i aire, inclosos els marcadors fronterers (excepte amb permís o a l'estació de la frontera) o tenir contacte amb la gent de la frontera o tirar coses per la frontera. Això ja està escrit en llei.

## Creuament

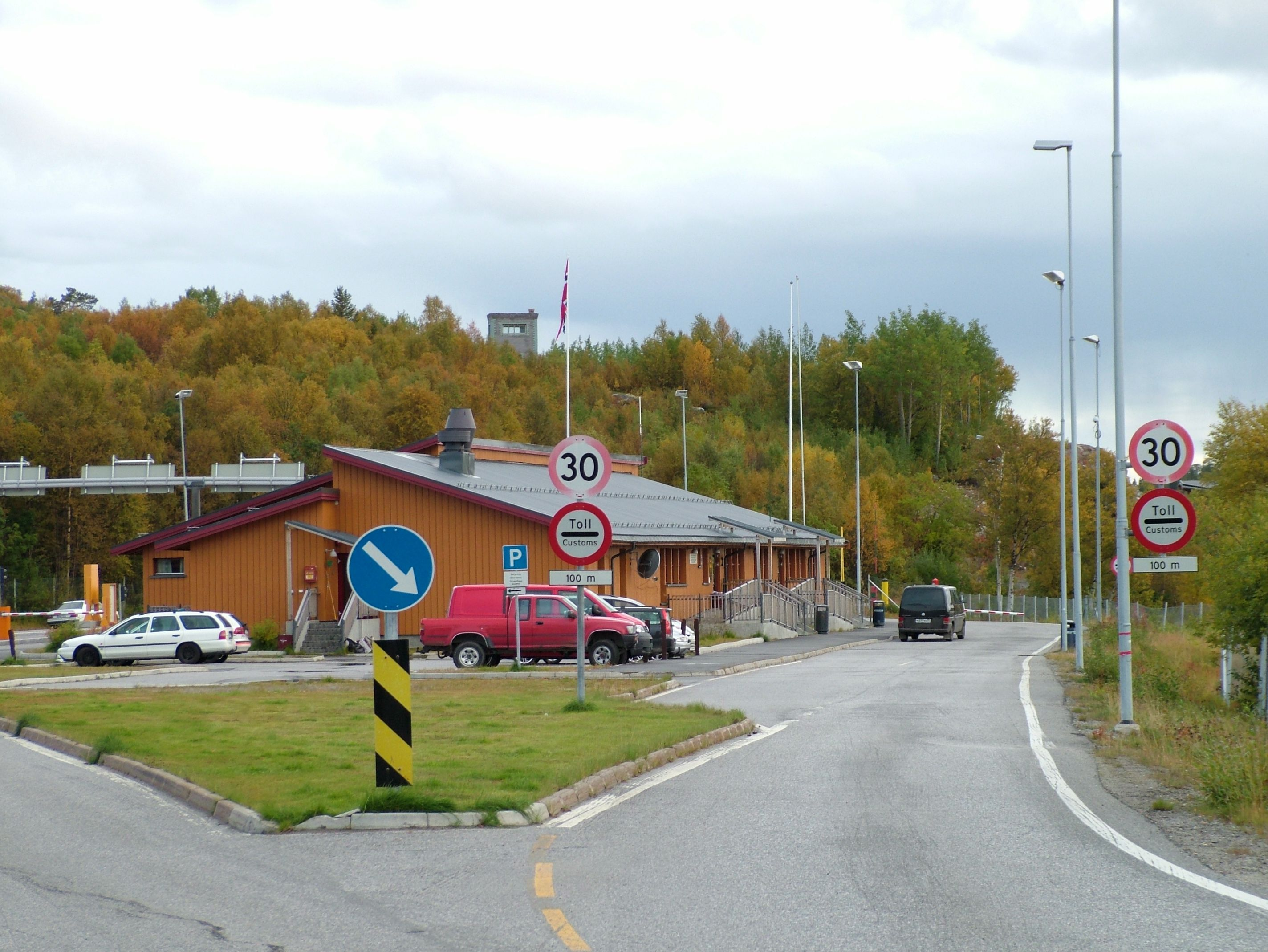
El pas fronterer noruec de Storskog. La frontera exacta és entre els dos pilars darrere de la camioneta negra. Hi ha una estació russa més lluny.

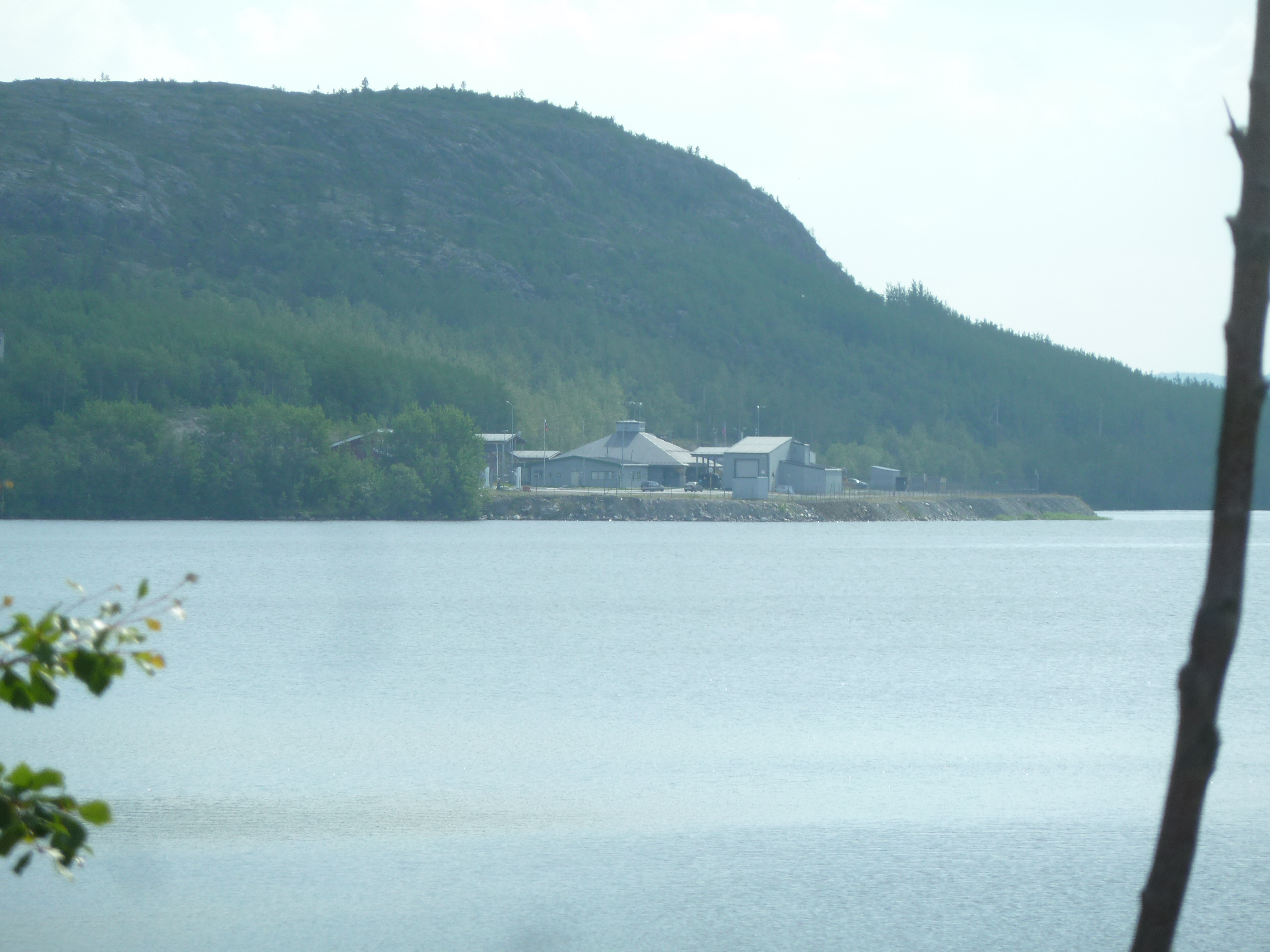
El punt de control de la frontera russa, vist des de Storskog, Noruega

Només hi ha un punt de pas fronterer legal, amb estacions d'ambdós costats, a Storskog a Noruega i Borisoglebski a Rússia, ubicades a la carretera europea E105, a uns 15 km a l'est de Kirkenes. El temps de pas de les dues estacions és impredictible i depèn de la quantitat de trànsit. El pas està obert de 7:00 a.m. a 9:00 a.m. hora noruega. El control d'immigració a Storskog és controlat pel districte de policia de Finnmark Oriental, mentre que la frontera es troba sota el control de les Autoritats Duaneres Noruegues. El Comissari de Fronteres noruec també té representants al punt de control. És l'únic dels passos fronterers terrestres de Noruega que no limita amb la zona Schengen i, per tant, l'única vigilada per la policia.
El Servei de Guàrdies Fronterers de Rússia opera el ps de fronteres a Borisoglebski. Consisteix en una zona duanera i una àrea de control de fronteres, tots dos amb controls independents. Un cop passat, els viatgers de Borisoglebski ingressen a la zona de seguretat fronterera, una zona de trànsit de només vint minuts. La carretera està situada fora de la tanca de filferro que s'estén al llarg de tota la frontera entre Rússia i Noruega. Al arribar al final de la zona de trànsit, hi ha un altre lloc de control on es realitza una verificació de passaports. Prèviament també hi havia un altre lloc de control ubicat a Titovka (província de Murmansk, entre Nikel i Murmansk. Actualment hi ha més punts de control fronterers que durant la Guerra Freda.
Des del 29 de setembre de 2017, s'ha obert un pont nou que passa el riu Pasvik, amb les estacions duanera de Storskog-Borisoglebsk que encara manegen els viatges entre els dos països.
Pel 2010 hi havia 140.855 passos fronterers, dels quals 19.000 eren noruecs i la resta russos. Hi ha cinc motivacions principals per al trànsit transfronterer: anar a comprar a les ciutats frontereres, negocis, vacances i oci, visitar amics i familiars i traslladar-se a altres destinacions a través de l'aeroport de Kirkenes-Hoybuktmon. Els residents russos de la província de Murmansk, la província d'Arkhangelsk i Nenètsia poden obtenir visats Pomor, un visat Schengen de diverses entrades, sense una invitació. En 2010 el Consolat General Rus a Kirkenes va emetre 8.000 visats a noruecs.
Hi ha un vista especial lliure (gairebé) per a una àrea designada d'entre 30 i 50 km que envolta la frontera, segons una clàusula a l'acord de Schengen. Només està disponible per als residents de la zona durant els últims tres anys i requereix que es pugui adquirir una targeta d'identificació especial del consolat del país per visitar (una mena de visa de viatge múltiple). L'estada és limitada a 15 dies. Les ciutats a la zona són Kirkenes a Noruega i Nikel, Petxenga i Zapoliarni a Rússia. 9,000 noruecs i 45,000 russos poden escollir aquest acord. Després d'un acord similar en la frontera entre Polònia i l'óblast de Kaliningrad és la segona vegada que s'ha realitzat un acord fronterer sense visats entre Rússia i part de la zona Schengen. La distància 30 km es calcula com a distàncies recta al mapa, els noruecs locals poden visitar Zapoliarni, que és la ciutat més gran de la zona fronterera, situada a 11 km de la frontera, però a 50 km de l'estació fronterera per carretera.
Hi ha més camins que creuen la frontera i es connecten a la xarxa viària d'ambdós països. No estan obertes al públic. Aquestes són les dues plantes hidroelèctriques del riu Paatsjoki, Hevoskoski i Skogfoss. També l'històric pas fronterer a Skafferhullet té una carretera i hi ha una sobre la part superior del riu Jakobselva.
Atès que Noruega concedeix el dret de viatjar fins a la frontera, també és permès que els residents de Noruega operin embarcacions als dos rius fronterers i pescar. Tots els vaixells han d'estar registrats a la Comissió de Fronteres de Noruega i les plaques de registre s'han de muntar a banda i banda del vaixell. El canotatge només es permet a la llum del dia. La pesca i el canotatge només es permeten al costat noruec del riu; Tanmateix, als passos estrets de Pasvikelva es permet viatjar per la part russa amb la condició que el vaixell no s'aturi, excepte en casos d'emergència. Les parts de Pasvikelva estan marcades amb boies grogues al llarg de la línia fronterera durant l'estiu.
Un cop activat l'acord sense visats, s'activa el comerç fronterer. Els noruecs compren gasolina i gasoil per menys de la meitat del preu a Noruega. Aquesta és la frontera a Europa amb la major diferència en el preu del combustible. Els noruecs també compren alguns productes russos, com ara materials de construcció i alguns serveis com el pentinat. Els productes produïts a la UE, Japó, etc., com ara roba i l'electrònica, són més cars a Rússia a causa dels peatges, així que els russos solen comprar-los sense impostos a Kirkenes. Hi ha restriccions sobre la importació d'aliments en ambdues direccions, especialment la carn, i l'alcohol només es pot importar a Noruega si es queda a Rússia més de 24 hores, de manera que els aliments i l'alcohol es comercialitzen amb menys freqüència, que d'altra banda són els productes més transmesos a les fronteres Suècia-Noruega i Finlàndia-Noruega.